# Mehltheuer
Mehltheuer è una frazione del comune tedesco di Rosenbach/Vogtland.

## Storia
Il 1º gennaio 1999 al comune di Mehltheuer venne aggregato il comune di Schönberg.